# Каргали (Шетський район)
Каргали́ (каз. Қарғалы) — село у складі Шетського району Карагандинської області Казахстану. Входить до складу Акчатауського сільського округу.
Населення — 45 осіб (2021; 113 у 2009, 226 у 1999, 293 у 1989).
Національний склад станом на 1989 рік:
- казахи — 100 %.